# Canal de la Haute-Saône

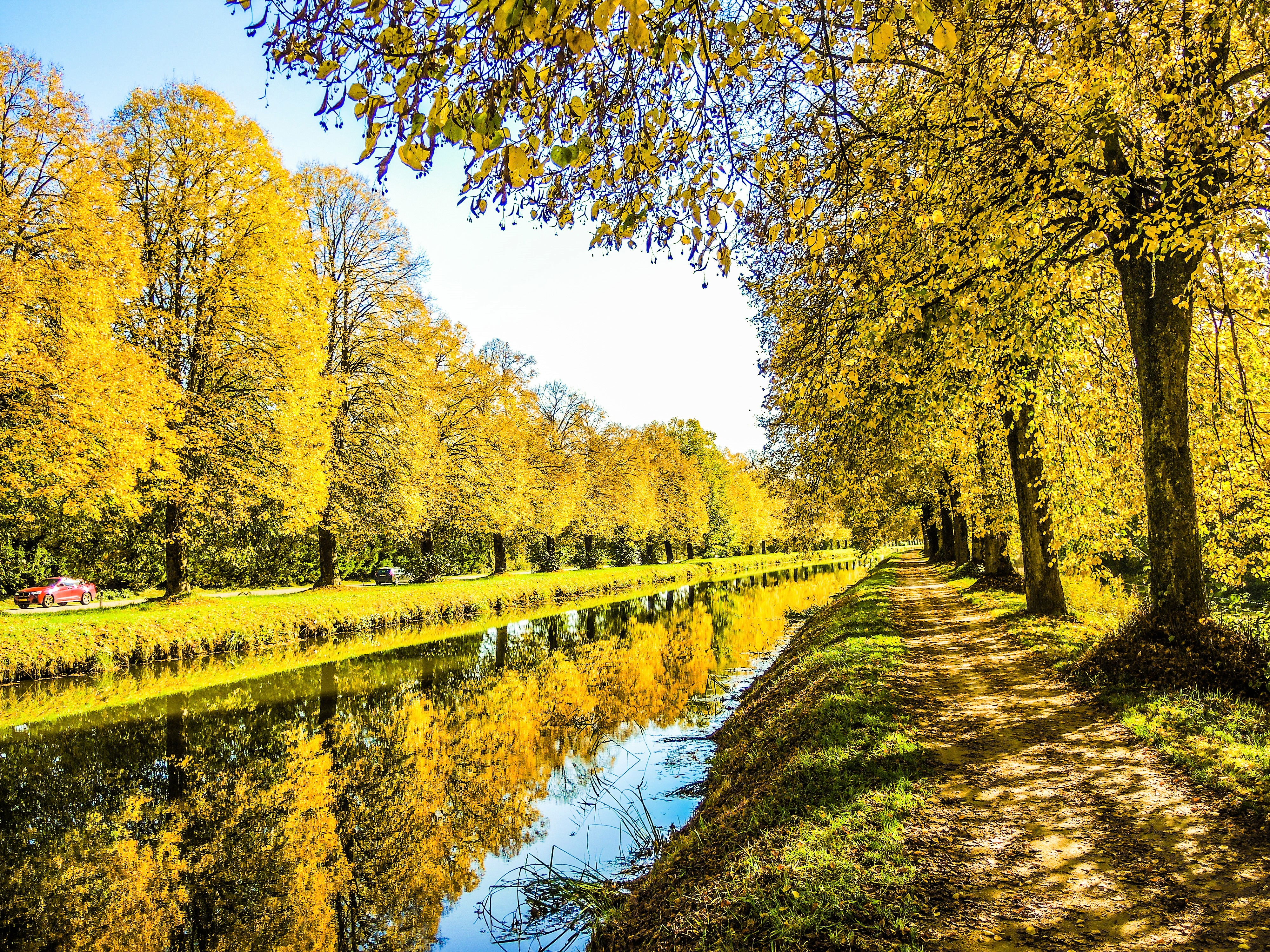
Canal de la Haute-Saône et piste cyclable nommée coulée verte.

Le canal de la Haute-Saône, encore appelé canal de Montbéliard à la Haute-Saône, est une voie navigable qui débute dans le nord du département du Doubs, traverse la partie sud-ouest du Territoire de Belfort et dont un tronçon, inachevé, est situé dans la partie Est de la Haute-Saône.

## Histoire
C'est après la perte de l'Alsace en 1871 que le gouvernement de la Troisième République décida en 1878 la construction de canaux dans l'Est de la France pour permettre la circulation des marchandises, et en particulier des produits sidérurgiques lorrains vers la Franche-Comté, entre la région de Nancy et celles de Bourgogne et de Franche-Comté. Un des premiers chantiers concerna la réalisation du canal de l'Est qui débuta vers 1875 et achevé en 1887, puis celle du canal de la Haute-Saône qui devait relier la partie restée française du canal du Rhône au Rhin au Canal de l'Est. Le but était aussi de desservir les houillères de Ronchamp et permettre d'évacuer le charbon produit dans ses puits. 
En 1881 le projet est en grande partie défini et reçoit l'approbation de l'Administration. Les premiers coups de pioches sont donnés en 1882 mais les difficultés rencontrées lors du percement des tunnels de Châlonvillars et de celui du Chérimont, le volume de déblais énorme, dû aux tranchées profondes et aux remblais importants, firent que le budget initial s'avéra sous-évalué. Des crédits supplémentaires suffisants tardant à venir, le chantier traîna en longueur et l'achèvement ne put avoir lieu avant la fin de la Première Guerre mondiale qui rendit l'Alsace et ses voies navigables à la France. L'utilité du canal n'étant plus établie, l'ensemble du projet fut remis en question et seul le tronçon (12,5 km) reliant le canal du Rhône au Rhin au port de Botans fut achevé et mis en eau en 1926. Ce port, géré par la Chambre de Commerce et d'Industrie, a servi jusque dans les années 1970 comme port charbonnier pour Belfort. Au début du XXIe siècle, seuls de rares bateaux de plaisance l'utilisaient encore. Le 26 avril 2018, en vue de la fermeture prochaine du tronçon, les derniers bateaux ont quitté le port de Botans. Les rives sont un lieu de promenade apprécié par les habitants de l'aire urbaine Belfort-Montbéliard : c'est la Coulée Verte du canal qui permet aux randonneurs et cyclistes de se rendre de l'écluse située entre Essert et Châlonvillars (Haute-Saône) au parc du Près-la-Rose à Montbéliard (Doubs), en empruntant l'EuroVélo 6 à partir d'un point situé sur la commune d'Étupes. 
Le bassin de Champagney constituait initialement la réserve d'eau (13 millions de m³) pour la régulation du niveau de l'eau dans le canal. Actuellement, il constitue un lac très apprécié des pêcheurs et baigneurs locaux.

## Trajet
On peut distinguer trois parties : le projet, la partie partiellement réalisée entre Ronchamp et Botans et le tronçon mis en service de Botans à Fesches-le-Châtel.

### Le projet
Le but était de relier le canal du Rhône au Rhin à la Saône, deux options ont été envisagées :
- Fesches-le-Châtel à Conflandey (Haute-Saône) par Ronchamp et Luxeuil
- Fesches-le-Châtel à Chemilly (Haute-Saône) par Ronchamp et Vesoul

La seconde option a été retenue. Depuis la Saône canalisée, jusqu'à Ronchamp, le canal devait traverser les principales localités suivantes :
- Chemilly (point de raccordement)
- Pontcey, Montigny-lès-Vesoul, Montoille (vallée du Durgeon)
- Vesoul
- Coulevon, Colombier, Creveney en suivant le tracé de la voie ferrée.
- Pomoy, Mollans, Amblans, Magny-Vernois (vallée du Razou)

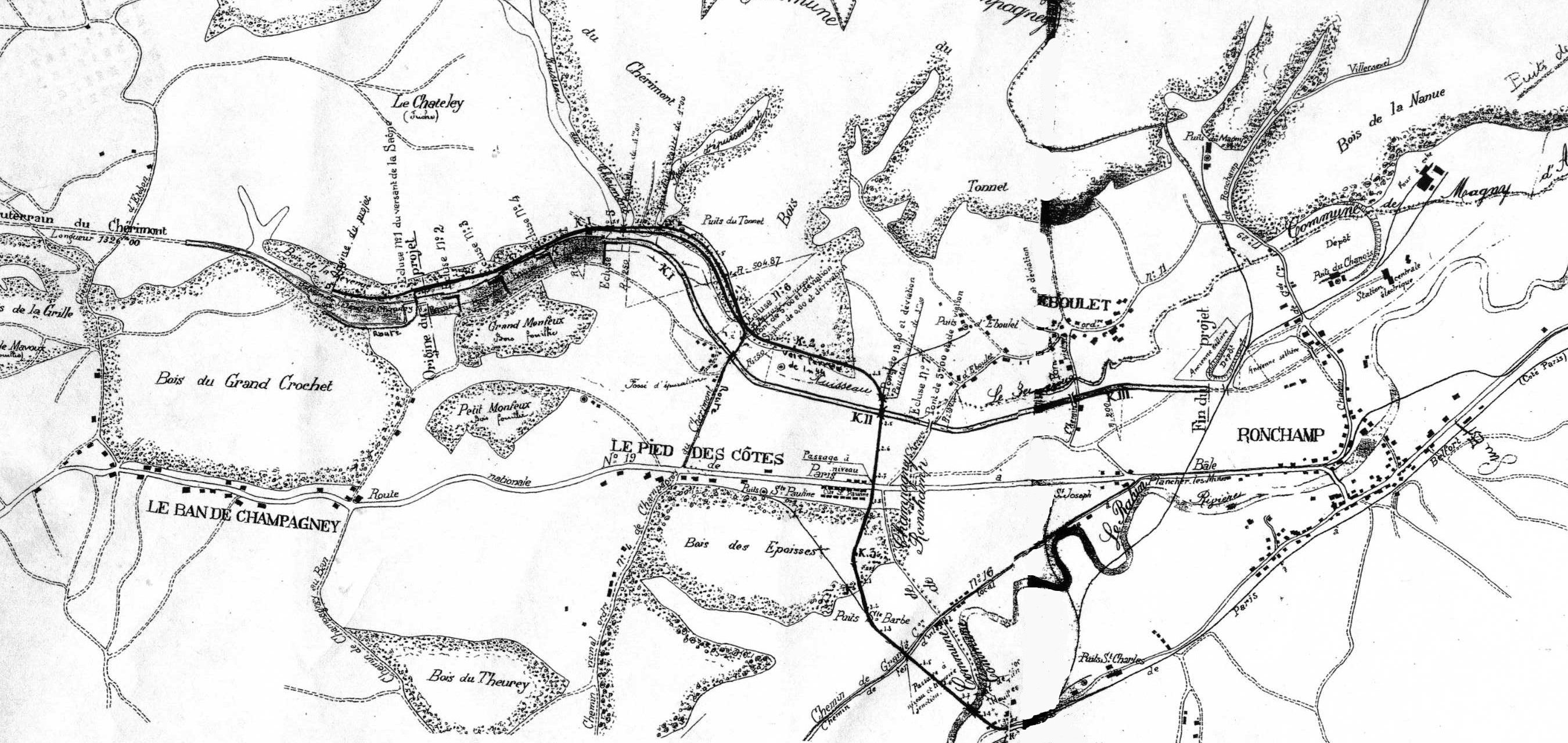
Plan du réseau des houillères et du projet de canal à Ronchamp.

- Lure
- Roye, La Côte (vallée du Rahin)
- Ronchamp

### De Ronchamp à Botans
- Ronchamp quartier d'Eboulet, projet de port pour les houillères, écluse
- Champagney hameau du Ban de Champagney et bassin-réservoir, tunnel du Chérimont (1 330 m).
- Frahier Port de Frahier, pont canal sur la route de Plancher-Bas et celle d'Évette-Salbert

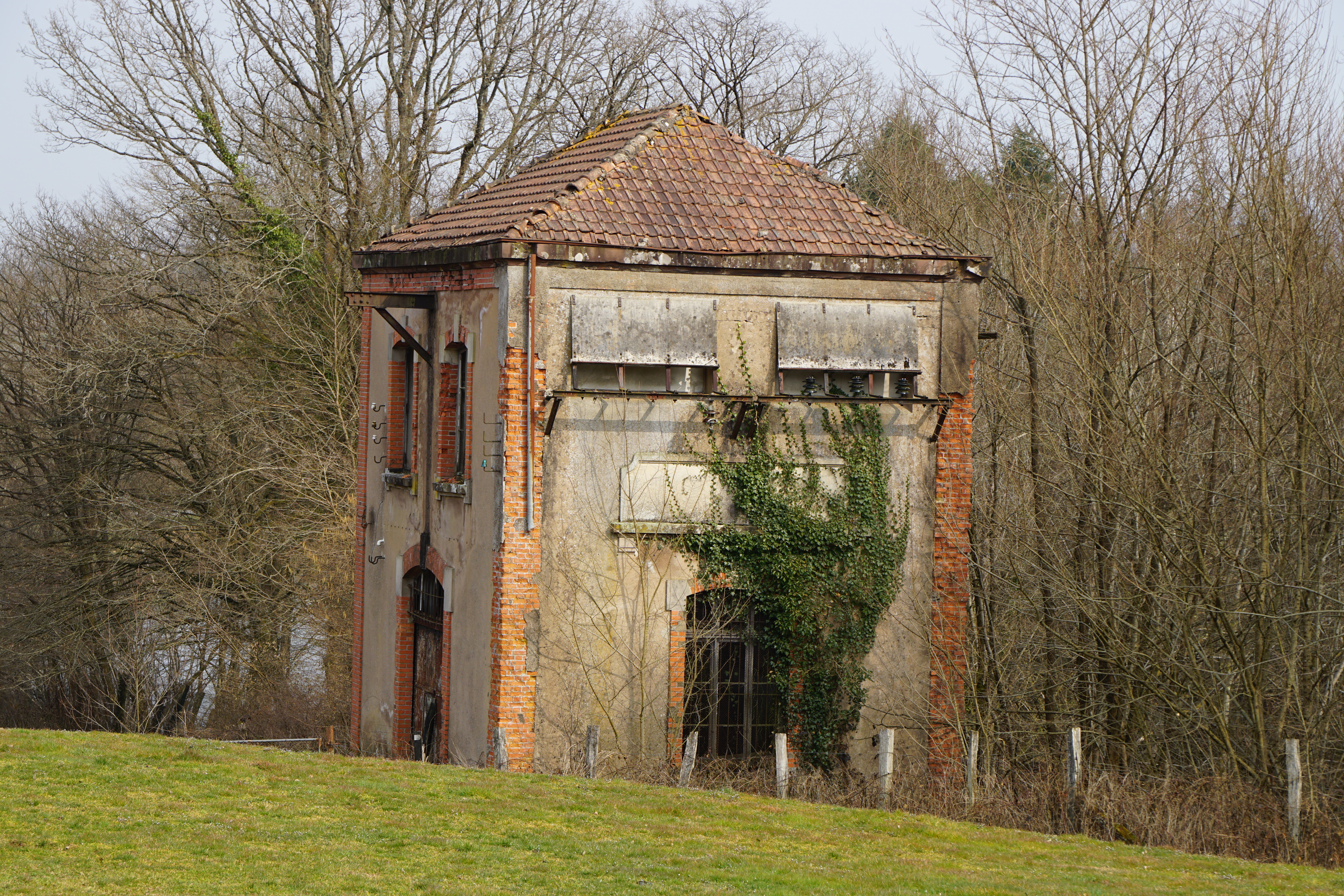
La station électrique de Frahier (située à proximité du port) alimente les travaux du canal aux environs de Champagney.
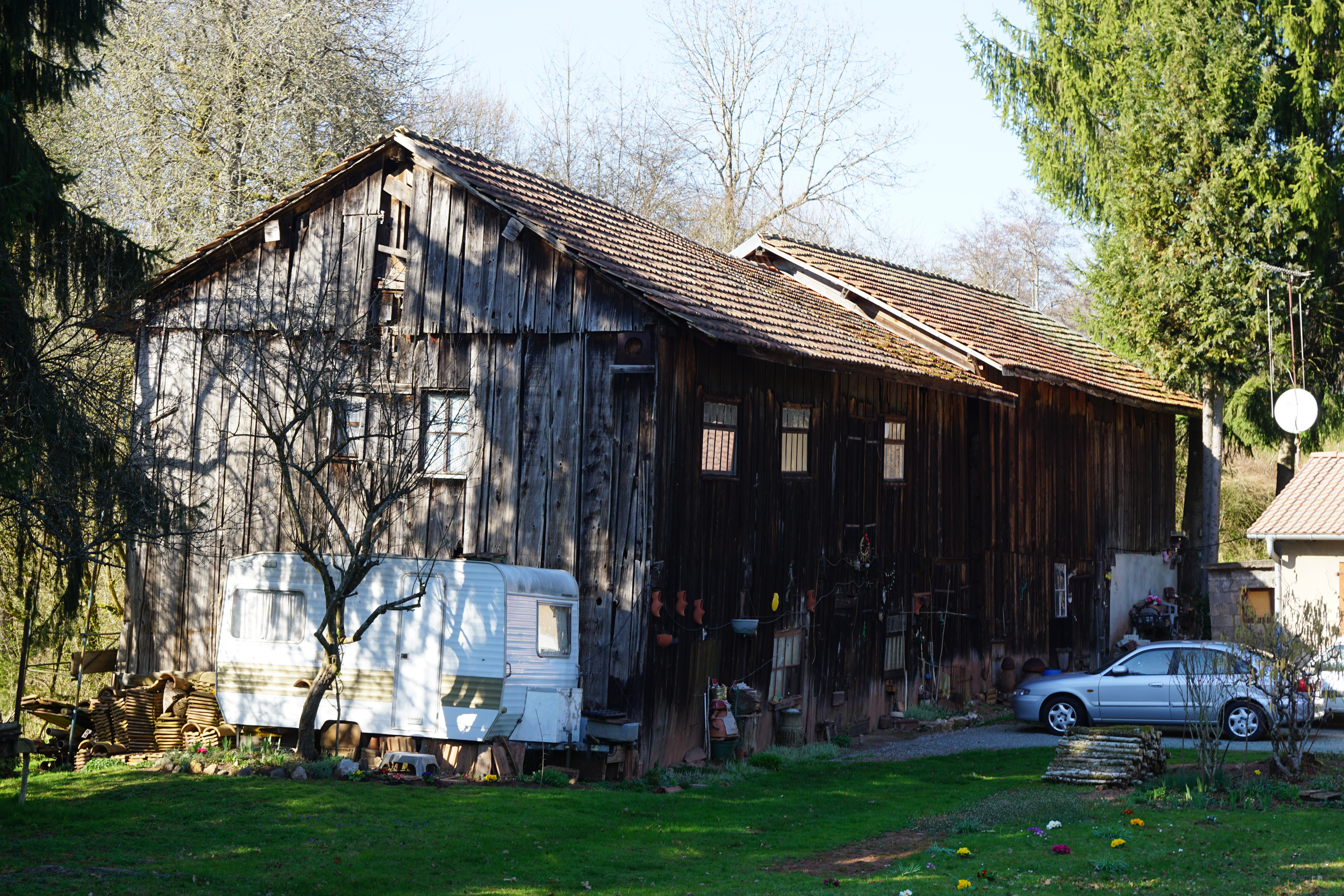
Bâtiment de chantier et d'administration à Frahier.

- Châlonvillars tunnel de La Forêt (640 m), écluse et maison d'éclusier
- Essert pont-canal, pont routier dans le centre du village. Le canal a été busé en deux endroits (à proximité du terrain de football pour supprimer une fuite extérieure en 2016, et à proximité du lotissement du château pour élargir la voie routière sans élargir le pont), pont routier et passerelles piétonnes.
- Bavilliers pont-canal, écluses et ponts routiers
- Froideval pont métallique de la voie ferrée
- Botans port

### De Botans à Fesches-le-Châtel
- Botans port
- Bermont pont-canal au-dessus de la Savoureuse
- Trétudans et Vourvenans écluses
- Dambenois
- Brognard
- Allenjoie pont-canal au-dessus de l'Allaine
- Fesches-le-Châtel embranchement sur le Canal du Rhône au Rhin

## Partie réalisée
La longueur de la partie réalisée est de 23 km et elle comprend :
- un réservoir pour la régulation du niveau de l'eau, le Bassin de Champagney ;
- 14 écluses ;
- le tunnel de La Forêt de 640 m à Châlonvillars ;
- le tunnel du Chérimont de 1 330 m entre Frahier et Ronchamp ;
- 9 pont-canaux ;
- 1 pont-aqueduc.

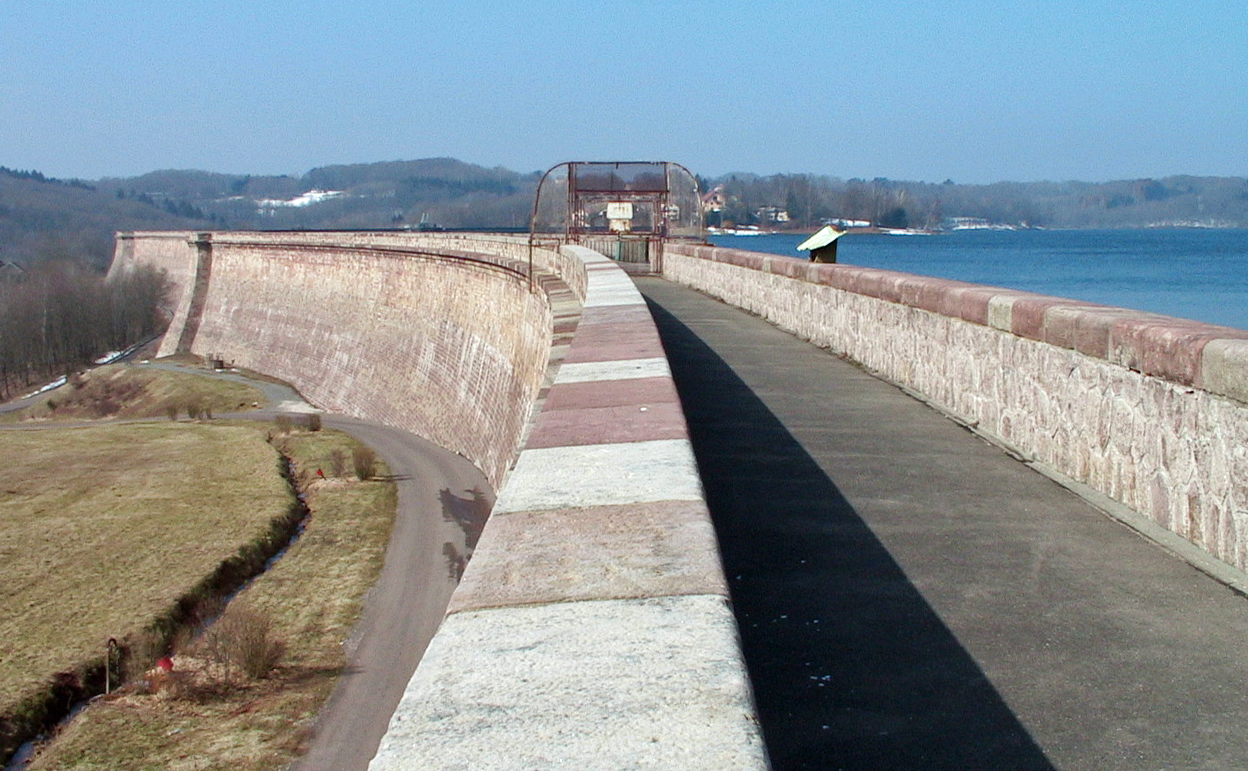
Le Bassin de Champagney.
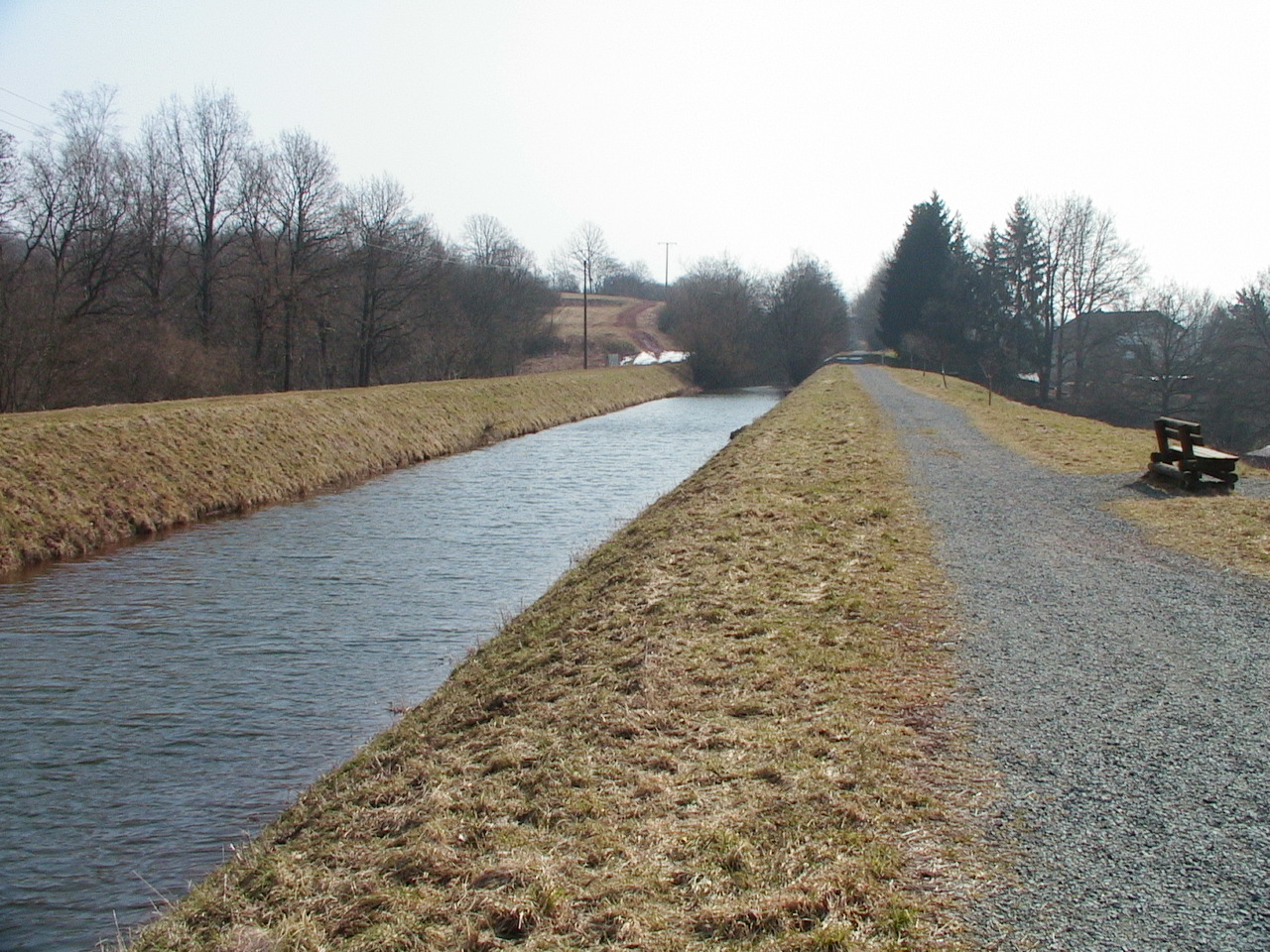
Le canal à Frahier.
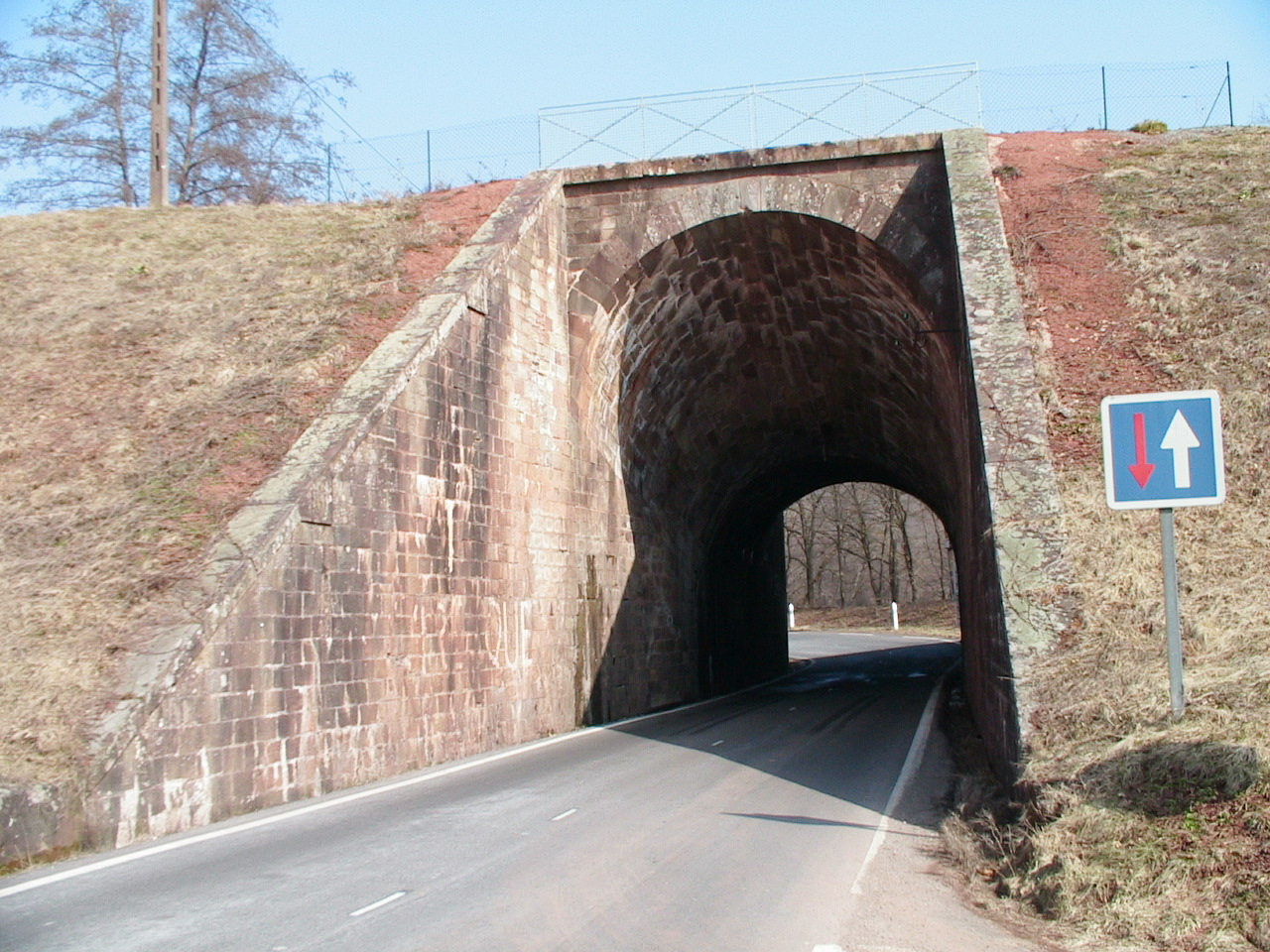
Un pont-canal à Frahier.
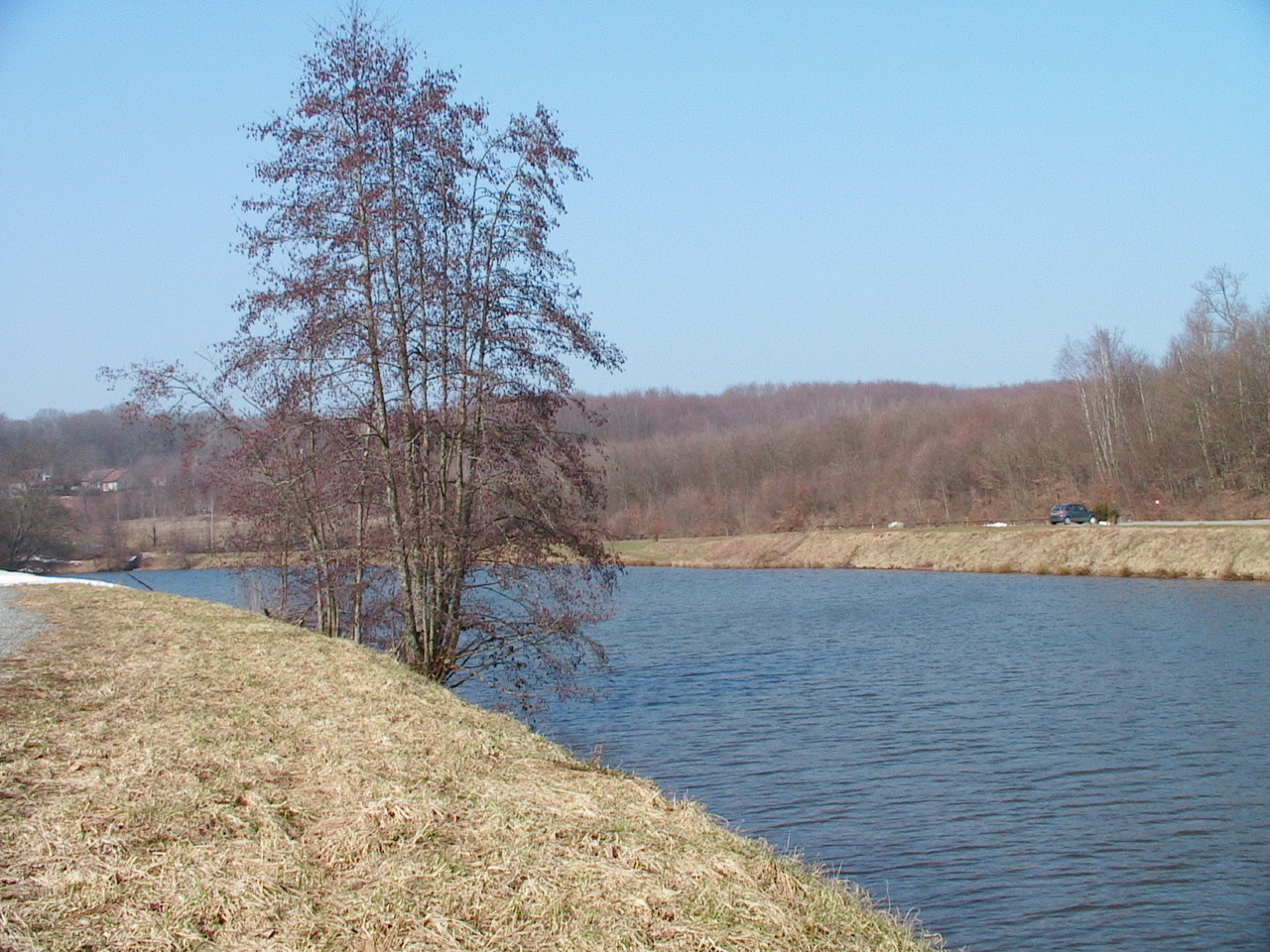
Le port de Frahier.
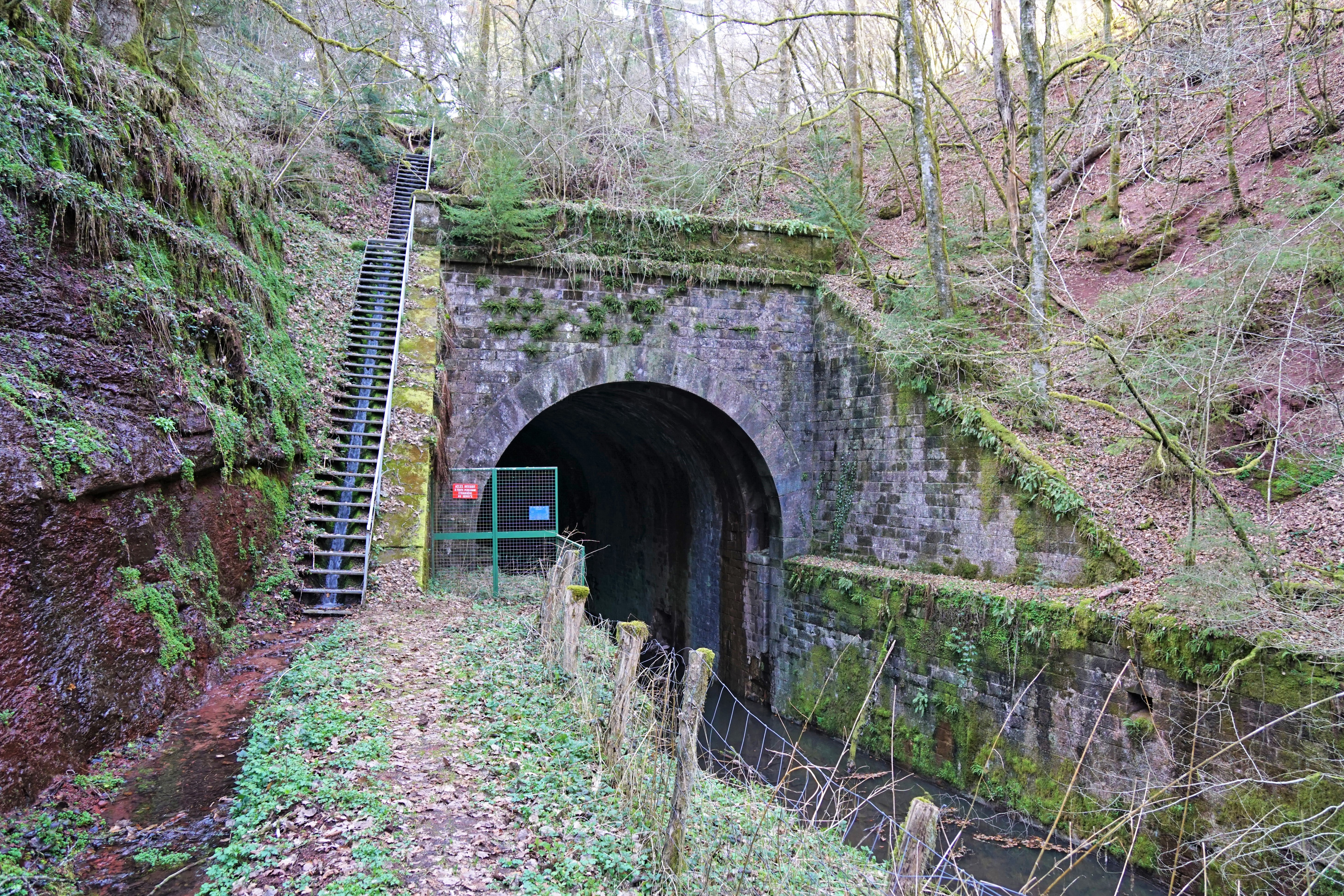
Le tunnel du Chérimont.

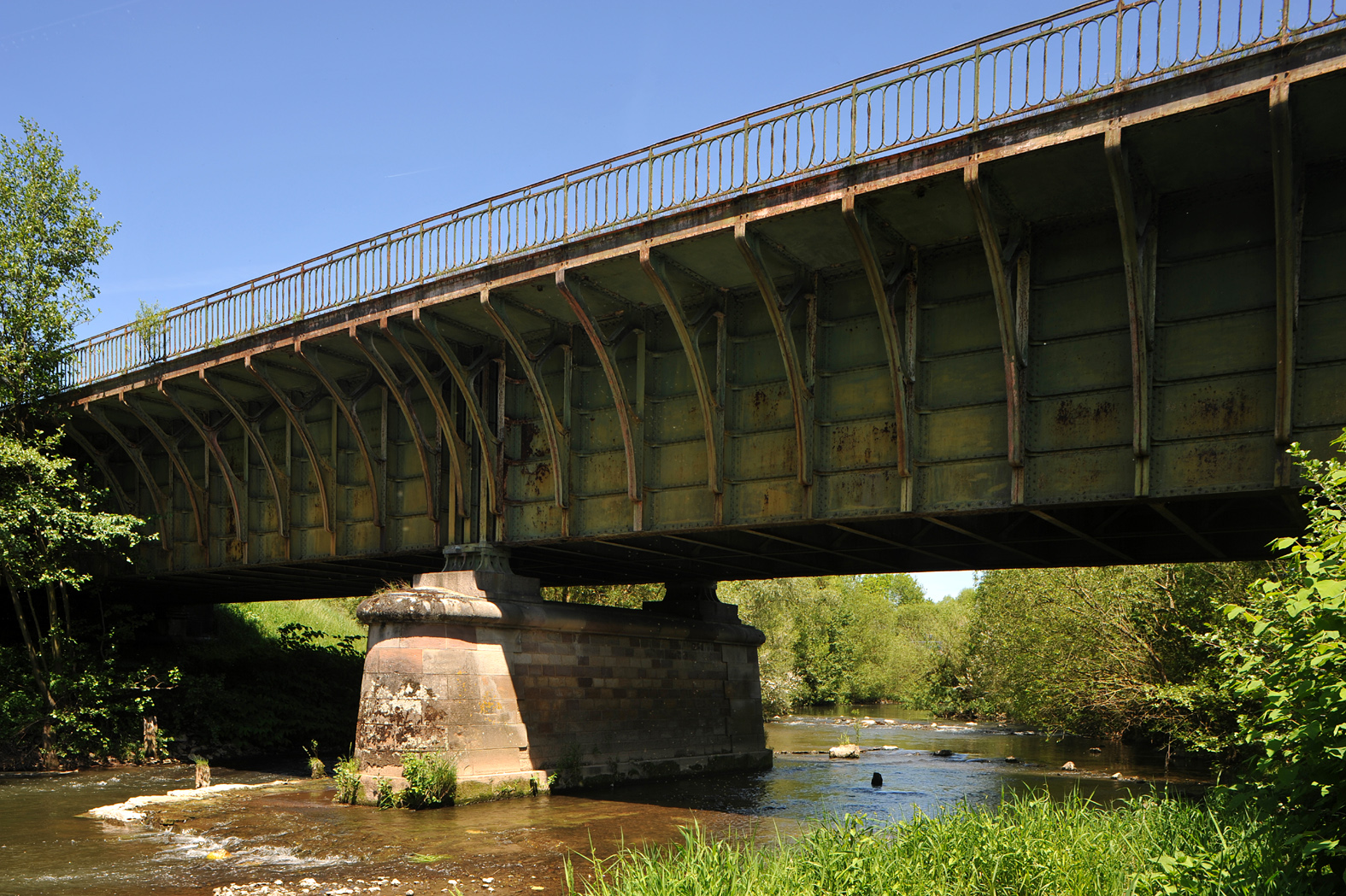
Le pont canal sur la Savoureuse.
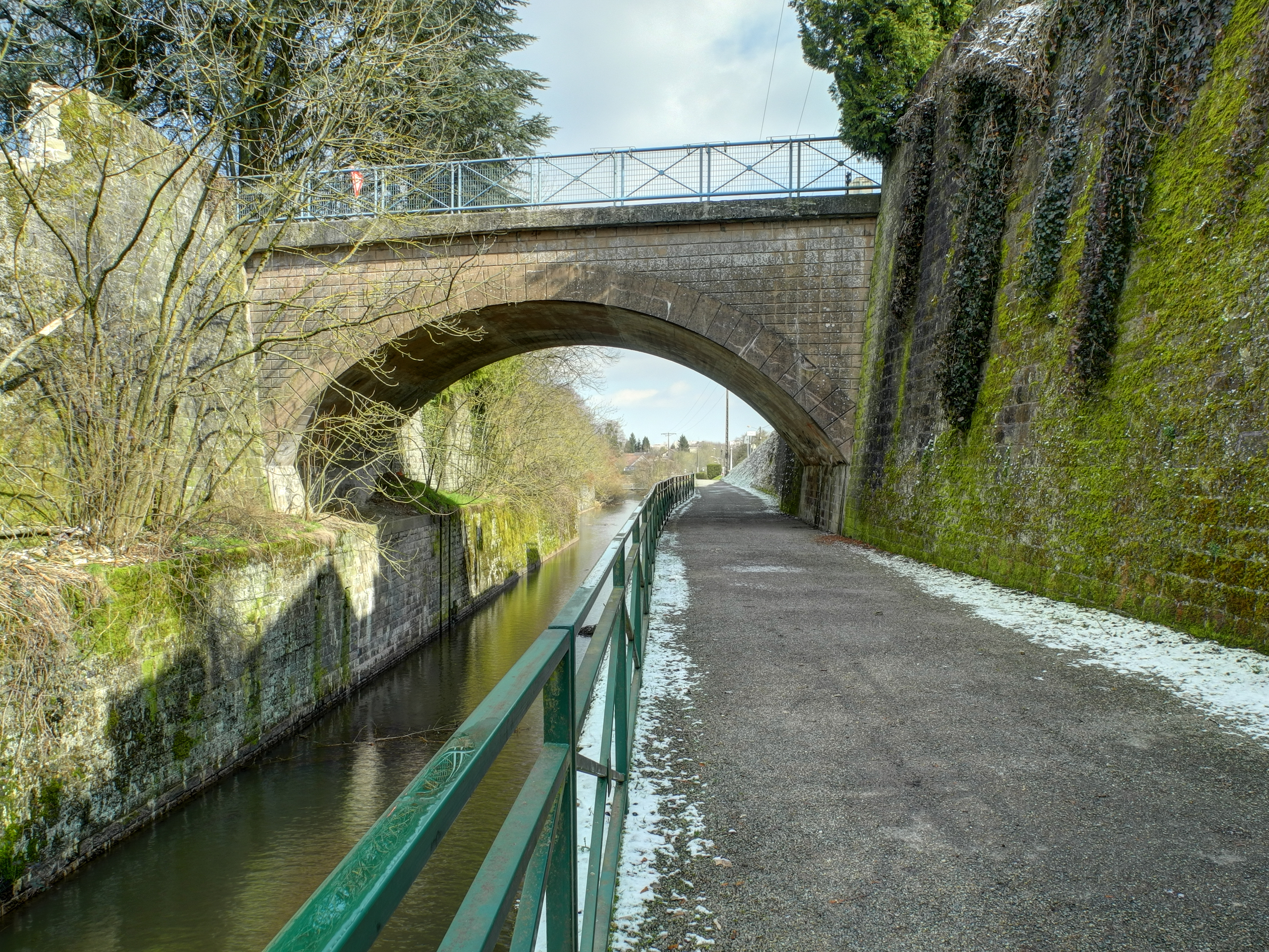
Un pont sur le canal à Essert.
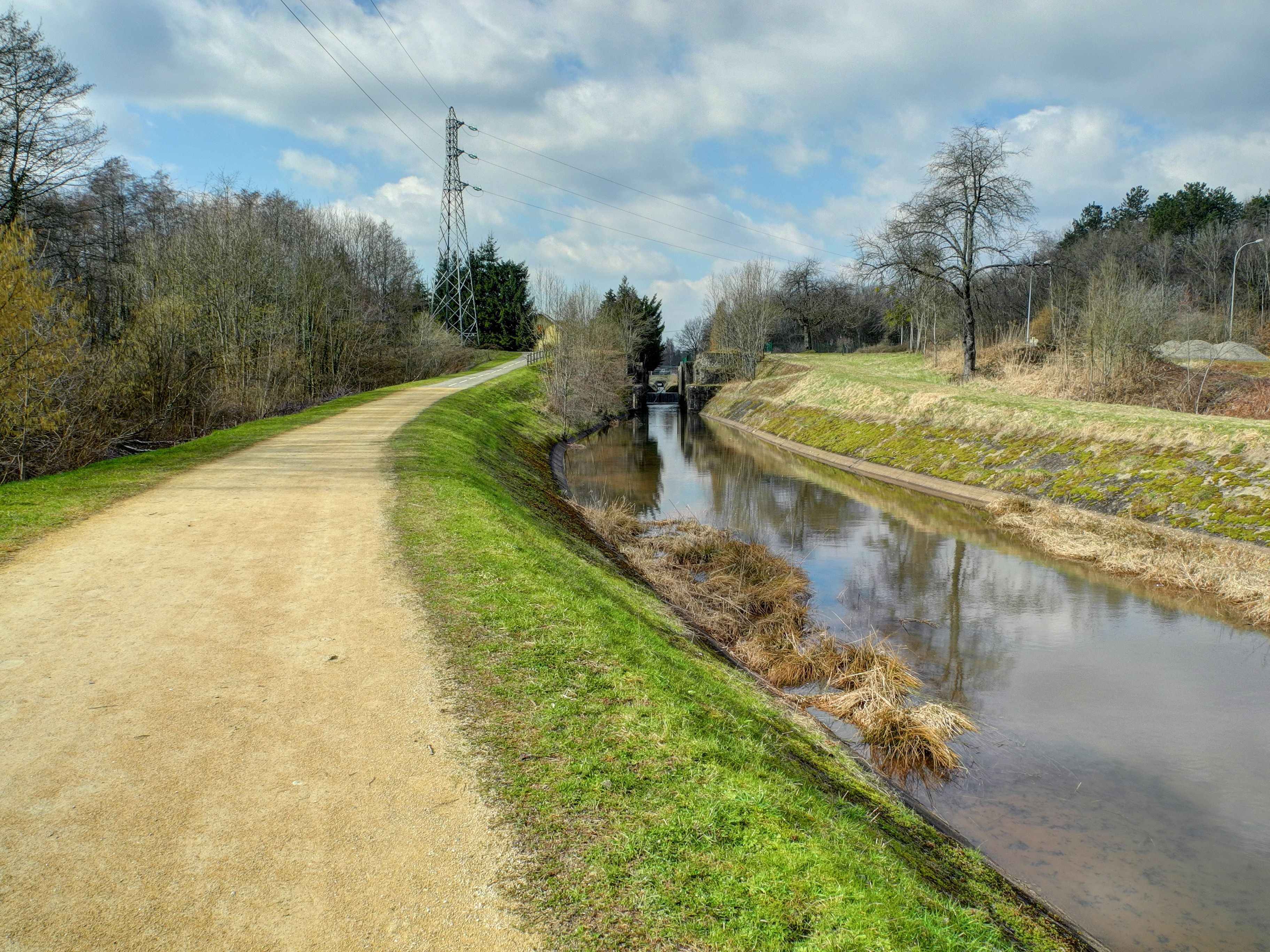
L'écluse de Châlonvillars.
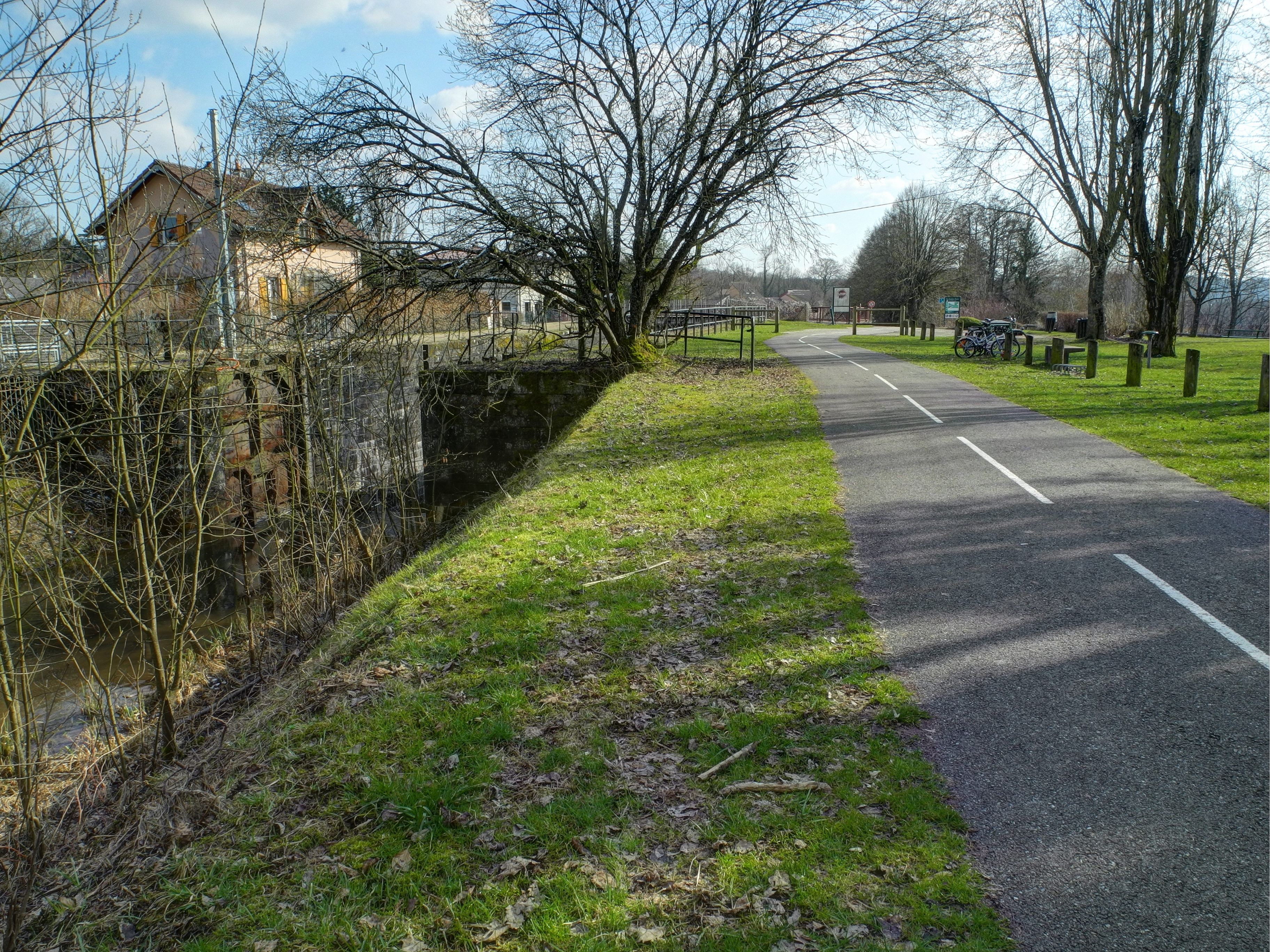
Une des écluses de Bavilliers.
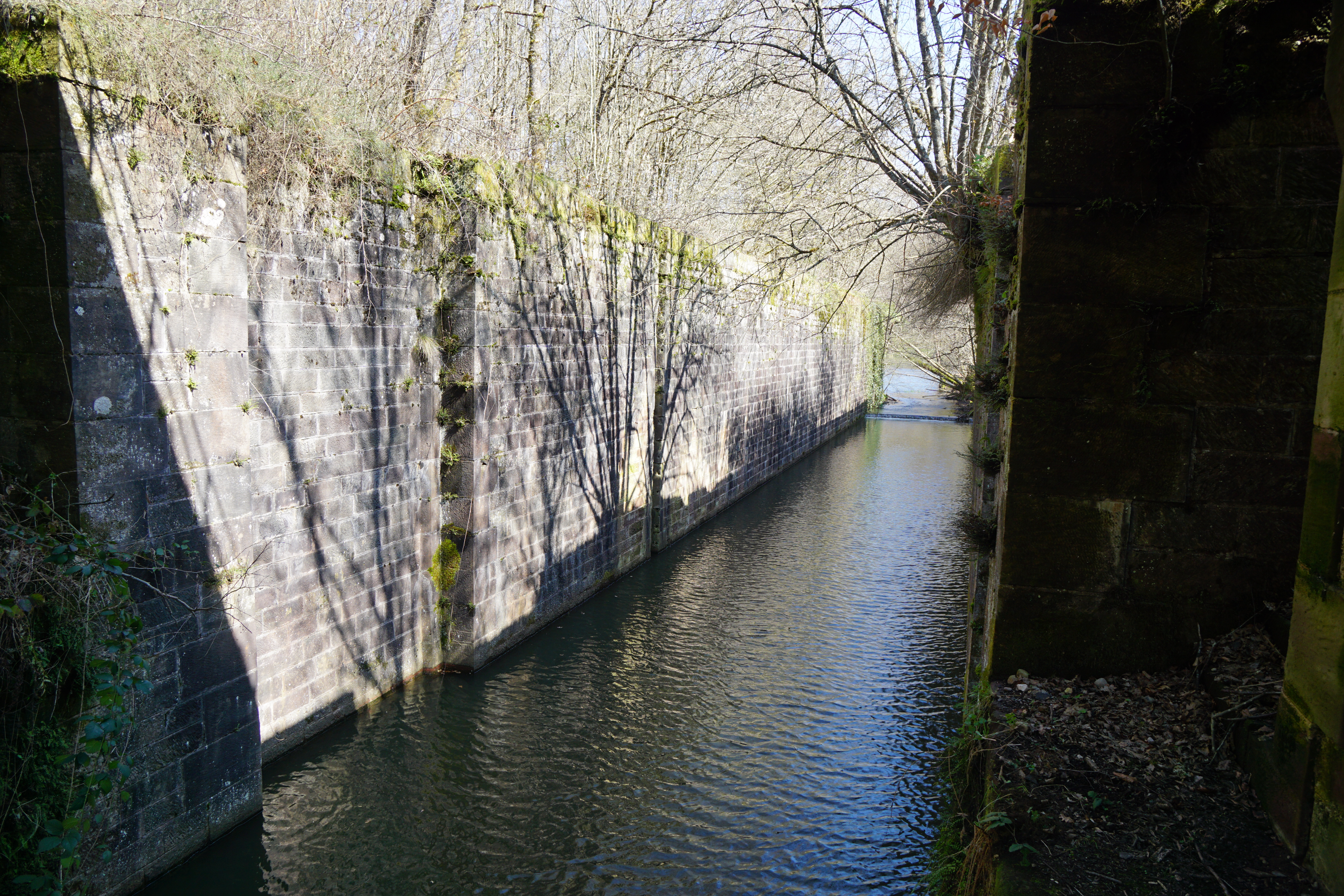
L'écluse du Beuveroux (Champagney).